# Megachile barkeri
Megachile barkeri är en biart som beskrevs av Cockerell 1920. Megachile barkeri ingår i släktet tapetserarbin, och familjen buksamlarbin. Inga underarter finns listade i Catalogue of Life.